# 彼得拉瓦伊拉诺
彼得拉瓦伊拉诺（義大利語：Pietravairano）是意大利卡塞塔省的一个市镇。总面积33.23平方公里，人口3127人，人口密度94.1人/平方公里（2009年）。ISTAT代码为061059。